# NGC 4422
NGC 4422 (również PGC 40813) – galaktyka eliptyczna (E-S0), znajdująca się w gwiazdozbiorze Panny. Odkrył ją William Herschel 25 kwietnia 1784 roku.